# Famille Minio
 (août 2024).
La famille Minio est une famille patricienne de Venise, originaire d'Altino, d'où il se réfugia d'abord à Mazzorbo.

## Historique
Elle fut toujours parmi les nobles, mais une bonne partie partit en Candie. À la fin du XVIIe siècle, un Marco fut prétendant à la charge de doge. De 1427 à 1429, un Michele Minio est cité comme gouverneur de Durrës, et de 1730 à 1732, un Marino Minio est cité comme provéditeur de Corfou.

## Armes

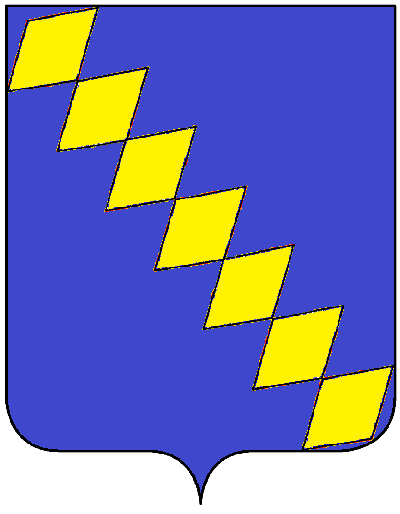
armes des Minio

Les armes des Minio se blasonnent ainsi : d'azur à une bande losangée d'or.